# Christoph Spycher
Christoph Spycher (Wolhusen, Luzern kanton, 1978. március 30. –) svájci válogatott labdarúgó, jelenleg a BSC Young Boys sportigazgatója. Posztját tekintve balhátvéd volt.

## Sikerei, díjai
Grasshoppers
- Svájci bajnok (1): 2002–03

Eintrach frankfurt
- Német kupadöntős (1): 2005–06